# 欧阳卫民
欧阳卫民（1963年1月—），男，汉族，中共党员，湖南衡阳人，中华人民共和国政治人物。曾任国家开发银行党委副书记、副董事长、行长。

## 人物经历
欧阳卫民于湖南财经学院计划统计系统计专业、中南财经大学经济研究所经济学专业硕士研究生、复旦大学经济系中国经济思想史专业博士研究生毕业，后在中国人民银行任职。2000年7月，调任中国人民银行厦门市中心支行党委书记、行长兼国家外汇管理局厦门市分局局长。2003年10月，担任首任中国反洗钱监测分析中心主任。2007年8月，任中国人民银行支付结算司司长。
2011年8月，出任广州市人民政府副市长、党组成员。2013年12月，任中共增城市委书记，增城经济技术开发区党工委书记、管委会主任。2014年6月，任中共广州市委常委、增城市委书记，增城经济技术开发区党工委书记、管委会主任。2015年5月，增城市改制为广州市增城区，欧阳卫民成为首任区委书记，同年底改任中共广州市委常委，广州市人民政府副市长、党组副书记。2016年12月，任中共广州市委副书记。2018年1月，当选为广东省人民政府副省长、党组成员。2019年10月，出任国家开发银行党委副书记、副董事长、行长。
2023年2月，不再担任国家开发银行党委副书记，同年5月卸任国家开发银行副董事长、行长职务。